# Schraders Drüsengänsefuß
Schraders Drüsengänsefuß (Dysphania schraderiana), auch Schrader-Drüsengänsefuß, Schraders Gänsefuß oder Marienkraut genannt, ist eine Pflanzenart aus der Gattung der Drüsengänsefüße (Dysphania) innerhalb der Familie der Fuchsschwanzgewächse (Amaranthaceae).

## Beschreibung

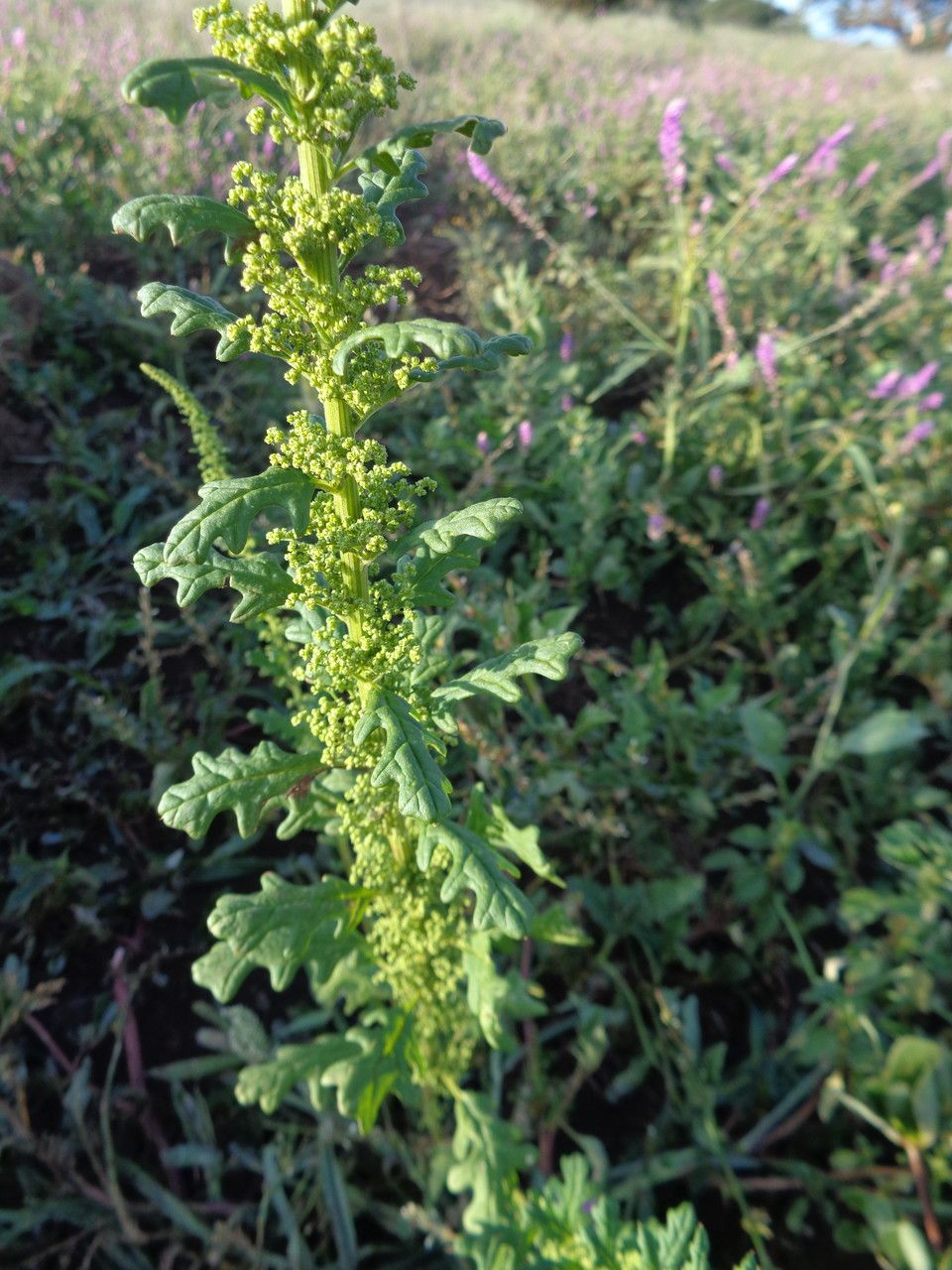
Blütenstand

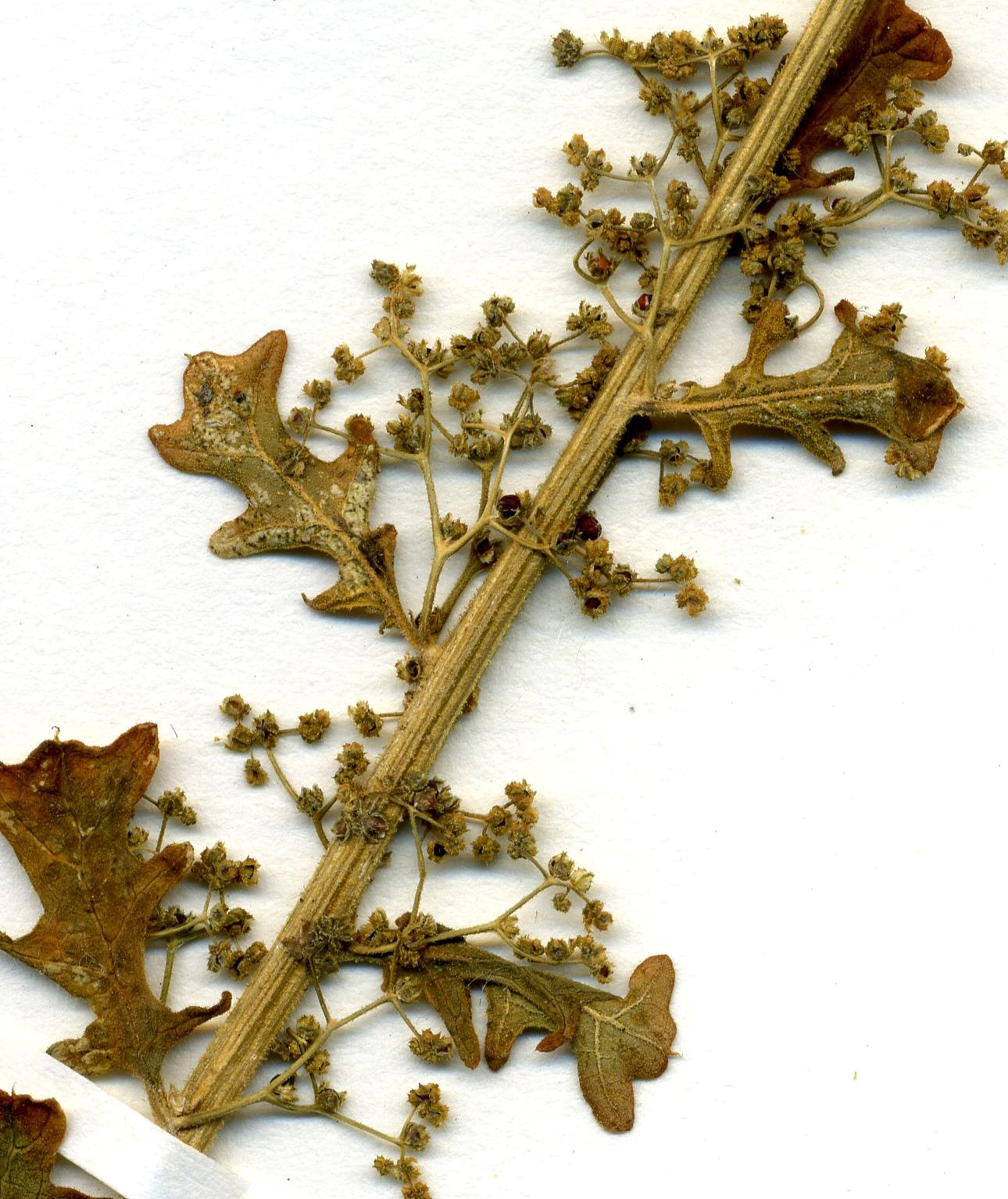
Ausschnitt des Blütenstandes

### Vegetative Merkmale
Schraders Drüsengänsefuß ist eine einjährige krautige Pflanze, die mit kurzen Härchen und sitzenden, schwach klebrigen Drüsenhaaren bedeckt ist und dadurch aromatisch nach Zitronen duftet. Der aufrechte Stängel ist bei einer Wuchshöhe von 5 bis 100 Zentimetern wenig verzweigt mit kürzeren Seitenästen. 
Die Laubblätter sind wechselständig angeordnet. Die grüne bis gelbgrüne Blattspreite ist bei einer Länge von bis maximal 8,5 Zentimetern elliptisch-eiförmig, buchtig fiederspaltig mit drei bis fünf breiten Lappen und einigen Zähnchen am Rand.

### Blütenstand und Blüte
Die verlängerten, endständigen, höchsten 5 Zentimeter breiten Blütenstände setzen sich aus meist blattlosen, dichten dichasial verzweigten zymösen Teilblütenständen zusammen. Die endständigen Blüten sind größer und blühen früher als die seitlichen.
Die zwittrigen Blüten weisen eine Blütenhülle aus fünf getrennten, gelbgrünen, manchmal rötlichen Tepalen auf. Bei einer Länge von etwa 1 mm und einer Breite von 0,5 mm sind sie elliptisch bis eiförmig, zugespitzt, auf dem kahlen Rücken deutlich gekielt, mit unregelmäßigen stumpfen Höckern oder spitzen Zacken, am Rand breit hautrandig und mit sitzenden Drüsen besetzt. Es sind ein bis fünf Staubblätter und ein oberständiger Fruchtknoten mit zwei Narben vorhanden.
Die Blütezeit reicht von Juli bis September. Die Bestäubung erfolgt in der Regel durch den Wind.

### Frucht und Samen
Die  häutige Fruchtwand ist nicht mit dem Samen verwachsen. Der horizontale Same ist bei einem Durchmesser von 0,6 bis 0,8 mm im Umriss rundlich. Die schwarze Samenschale besitzt durch kleine flache Gruben eine unebene Oberfläche.

### Chromosomenzahl
Die Chromosomenzahl beträgt 2n=18.

### Photosyntheseweg
Schraders Drüsengänsefuß ist eine C3-Pflanze mit normaler Blattanatomie.

## Vorkommen
Schraders Drüsengänsefuß ist heimisch im nordöstlichen tropischen Afrika, auf der Arabischen Halbinsel und in Pakistan. Dort kann er bis zu einer Höhenlage von 2440 Meter gedeihen. Dysphania schraderiana wird zwar auch in der Flora of China angeführt, aber diese Pflanzenexemplare gehören zu einer ähnlichen, zentralasiatischen Art, Dysphania nepalensis (Colla) Mosyakin & Clemants, welche in ihren Merkmalen zwischen Dysphania botrys und Dysphania schraderiana steht.
Als eingeführte Art kommt Schraders Drüsengänsefuß auch in Südafrika und Europa vor. In Europa ist diese Art in Mittel-, Nord- und Osteuropa eingebürgert.
In Deutschland tauchte Schraders Drüsengänsefuß ab 1907 als eingeschleppte Art auf und gilt als eingebürgerter Neophyt. Man findet ihn selten und unbeständig an Umschlagplätzen oder in wärmebegünstigten Raukenfluren.

## Systematik
Dysphania schraderiana gehört innerhalb der Gattung Dysphania zur Sektion Botryoides (C.A.Mey.) Mosyakin & Clemants und darin zur Untersektion Botrys (Aellen & Iljin) Mosyakin & Clemants.
Die Erstveröffentlichung erfolgte 1820 durch Joseph August Schultes unter dem Namen Chenopodium schraderianum in Systema Vegetabilium, Band 6, S. 260. Sergei Mosyakin und Steven Clemants stellten diese Art 2002 als Dysphania schraderiana in die Gattung Dysphania (in Ukrajins'kyj Botaničnyj Žurnal, Band 59, 4, S. 383). Das Artepitheton schraderianum ehrt Heinrich Adolf Schrader, der die Art als Chenopodium foetidum 1808 beschrieben hatte, aber übersehen hatte, dass der Name schon 1779 von Lamarck für eine andere Art vergeben war.
Weitere Synonyme für Dysphania schraderiana (Schult.) Mosyakin & Clemants sind Ambrina foetida Moq., Chenopodium foetidum C.Schrad. (nom.illeg.), Chenopodium foetidum subsp. tibetanum Murr, Chenopodium schraderianum Schult., Teloxys foetida Kitag. und Teloxys schraderiana (Schult.) W.A.Weber.

## Nutzung

### Nahrungspflanze
Die Blätter können roh oder gekocht wie Spinat zubereitet werden. Allerdings sollten rohe Blätter wegen des Gehalts an Saponinen nur in geringen Mengen verzehrt werden. Die Samen eignen sich gemahlen als Mehlzusatz zum Backen, sind wegen ihrer geringen Größe aber schwierig zu ernten. Um die Saponine zu entfernen, sollten die Samen über Nacht in Wasser eingeweicht und danach gründlich abgespült werden.

### Heilpflanze
Schraders Drüsengänsefuß ist ein Antiasthmatikum. Er wird auch zur Behandlung von Migräne und Katarrh verwendet.

### Weitere Nutzungen
Alle Pflanzenteile wirken als Repellent gegen Motten. Sie dienen auch als Färbepflanze, wobei goldene und grüne Farbtöne erzielt werden.